# Edgardo Baldi
Edgardo Boné Baldi (nacido en Colonia, Uruguay, el 15 de julio de 1944 — falleció en Montevideo, Uruguay, el 12 de diciembre de 2015) fue un futbolista y entrenador uruguayo. Como jugador se desempeñaba en el terreno de juego en la posición de mediocampista en seis equipos a nivel profesional en diferentes partes del mundo tanto de Primera como de Segunda División. 
Como director técnico a nivel internacional dirigió a las selecciones de Panamá y Surinam.

## Trayectoria

### Como jugador
| Club                               | País       | Año       |
| ---------------------------------- | ---------- | --------- |
| Plaza Colonia                      | Uruguay    | 1965-1968 |
| Club Deportivo Universidad Cruceña | Bolivia    | 1969-1970 |
| Stormers Sporting Club             | Bolivia    | 1971      |
| Club Bolívar                       | Bolivia    | 1971-1972 |
| Liga Deportiva Alajuelense         | Costa Rica | 1972-1973 |
| Deportivo Santa Cecilia            | Nicaragua  | 1973-1974 |

### Como entrenador
Fuente consultada: Mega Agency.
| Club                                 | País        | Año       |
| ------------------------------------ | ----------- | --------- |
| Club Deportivo Sandak                | Nicaragua   | 1977      |
| Club Búfalos del Boers               | Nicaragua   | 1978      |
| San Francisco Fútbol Club            | Panamá      | 1979      |
| Sociedad Deportiva Atlético Nacional | Panamá      | 1979      |
| Selección de fútbol de Panamá        | Panamá      | 1979      |
| Club Deportivo Universidad Cruceña   | Bolivia     | 1980-1983 |
| Club Deportivo Oriente Petrolero     | Bolivia     | 1982      |
| Club Deportivo Ferroviario           | Bolivia     | 1984      |
| Club Deportivo Universidad Cruceña   | Bolivia     | 1985-1987 |
| Selección Provincial                 | Bolivia     | 1988-1989 |
| Club Deportivo Guabirá               | Bolivia     | 1990-1991 |
| Club Deportivo Ferroviario           | Bolivia     | 1996-1997 |
| Club Plaza Colonia                   | Uruguay     | 1998-1999 |
| Club Real Sajonia (fútbol femenino)  | Paraguay    | 1999      |
| Clube Náutico Capibaribe             | Brasil      | 2000      |
| Real Brasil Clube de Futebol         | Brasil      | 2000-2001 |
| Clube Náutico Capibaribe             | Brasil      | 2002      |
| Progresso Esporte Clube              | Brasil      | 2002      |
| Atlético Rio Negro Clube             | Brasil      | 2003      |
| Royal'95                             | Surinam     | 2003      |
| Selección de fútbol de Surinam       | Surinam     | 2003-2004 |
| Club de Fútbol Fraigcomar            | Puerto Rico | 2005      |